# 陳杏妍
陳杏妍（Colleen Chan Hang Yin，1973年11月4日—2014年10月24日），香港電影演員，曾用藝名陳開心、陳雨書、青蛙仔（新城電台任職時期）。她是香港導演陳勳奇的女兒、亦是成龍的世侄女。

## 生平
曾于英国留学，1998年出道，出道作品是她父親陳勳奇執導的《上海探戈》，而最後一套參演作品亦是其執導電影《緣來是遊戲》，曾與香港無綫電視藝員馬國明合作。
2014年10月24日，陳杏妍懷疑因為情緒病於將軍澳寶林邨寶儉樓墮樓身亡，享年40歲。

## 演出作品
- 1999年：上海探戈
- 1999年：猛鬼女社工 飾 明月
- 2000年：辣椒教室 飾 May
- 2000年：愛殺
- 2002年：決戰芝加哥
- 2014年：緣來是遊戲